# Omar Borkan Al Gala
Omar Borkan Al Gala (Bagdá, 23 de setembro de 1989) é um modelo, ator e fotografo emiratense. Omar nasceu em Bagdá, no Iraque, mas foi criado em Dubai, nos Emirados Árabes Unidos.

## Notoriedade internacional
Tornou-se notório no ano de 2013 após ter sido “expulso” da Arábia Saudita por ser “demasiadamente bonito.” O fato ocorreu durante o festival cultural Jandriyah, no qual Omar, mais dois modelos trabalhavam no stand de promoção. Segundo um dos agentes da polícia, “os membros da Comissão para a Promoção da Virtude e Prevenção de Vícios temia que as visitantes se apaixonasse por eles,” explicou ele à imprensa. Mais tarde, a delegação dos Emirados Árabes Unidos emitiu um comunicado esclarecendo que o motivo da detenção e posterior deportação do país de Borkan e dos outros dois modelos nada teve a ver com o fato de serem “demasiado bonitos,” porém esteve antes relacionada com a presença inesperada no stand de uma artista dos Emirados, algo que desafiou o costume das mulheres não se relacionarem com homens que não sejam da sua família. Eles também afirmaram que Al Gala havia realizado danças "indecentes" no evento.
O incidente tornou-se numa das histórias mais virais da internet depois de as fotografias de Al Gala terem sido divulgadas nas redes sociais, tendo sido convidado para dar entrevistas em vários programas de televisão e ter aparecido em várias capas de revistas, sendo apresentado pela imprensa internacional como "o homem árabe mais bonito do mundo" ou "o homem mais bonito do mundo".